# نیکودین
نیکودین (به بلغاری: Nikudin) یک منطقهٔ مسکونی در بلغارستان است که در استان بلاگووگراد واقع شده‌است.